# 리히텐슈타인가
리히텐슈타인가는 리히텐슈타인을 통치하고 있는 가문이다.

## 같이 보기
- 리히텐슈타인 후작